# Octavian Bugnar
Octavian Bugnar (n. 25 decembrie 1888, Tritenii de Jos, județul Cluj – d. 1930, județul Cluj) a fost un deputat în Marea Adunare Națională de la Alba Iulia, organismul legislativ reprezentativ al „tuturor românilor din Transilvania, Banat și Țara Ungurească”, cel care a adoptat hotărârea privind Unirea Transilvaniei cu România, la 1 decembrie 1918 :p. 83 .

## Biografie
A urmat liceul și studiile teologice la Blaj, hirotonindu-se ca preot în anul 1908; a funcționat ca preot în comuna natală până în 1919. Între anii 1916-1918 a condus școala românească din sat, care funcționa clandestin într-o casă țărănească. În cuvântările susținute, Octavian Bugnar evidenția originea daco-romană a românilor și necesitatea unității naționale. În toamna anului 1918 a organizat Garda Națională din Tritenii de Jos și a condus delegația de țărani din comună la Marea Adunare Națională de la AIba Iulia :p. 83.
A fost numit profesor suplinitor de matematică la Liceul "Ferdinand" din Turda până în anul 1932, când se retrage ca preot la Moldovenești. A încetat din viață, probabil, în 1930 fiind înmormântat în Moldovenești, lângă Turda :p. 83.

## Activitatea politică
Ca deputat în Adunarea Națională din 1 decembrie 1918 a fost delegat al Cercului electoral Luduș-Mureș :p. 167.
În 2 decembrie 1918 a fost ales membru al Marelui Sfat Național al Transilvaniei. După 1918 a fost membru al P.N.L :p. 83. 